# Жуан-ди-Нова
Жуа́н-ди-Но́ва (фр. Île Juan de Nova) — остров в Мозамбикском проливе в 1/3 пути между Мадагаскаром и Мозамбиком.
Включён Францией в состав Островов Эпарсе, входящих в заморскую территорию Французские Австральные и Антарктические земли. Его территория оспаривается Мадагаскаром.

## География
Площадь 4,4 км², длина береговой линии 24,1 км. Территория острова является природным заповедником, 90 % её занято лесами.
Территориальные воды острова имеют ширину 12 миль, континентальный шельф простирается на зону 200-метровых глубин или глубин разработки, экономическая зона — 200 морских миль.
Климат тропический. Периодически над островом проходят циклоны. Рельеф пониженный и плоский. Максимальная высота 10 м над уровнем Индийского океана.
Природные ресурсы — залежи гуано и другие удобрения.

## История
Остров назван в честь знаменитого португальского мореплавателя и исследователя галисийского происхождения XV века Жуана да Нова. Стал французским владением в 1897 году.
В 1911 году на рифы по ошибке налетел британский грузовой пароход «SS Тотенхем».
Остров служит объектом территориальных претензий со стороны Мадагаскара.

## Экономика
Используется для добычи гуано и фосфатов. Годовая добыча гуано достигает 12 000 тонн. На острове находится небольшой военный гарнизон, который охраняет метеорологическую станцию. Остров иногда посещается учёными (июль 2004). Постоянное население отсутствует.
На острове Жуан-ди-Нова есть грунтовая взлётная полоса длиной около 1 км, построенная в 1996 году. От мола вглубь острова ведёт небольшой участок железной дороги. Порты отсутствуют, стоянка судов возможна только на якоре.